# Scarlina de Tiji Z
Scarlina de Tiji Z (née le 21 mai 2014), est une jument inscrite au registre généalogique Zangersheide et à la robe baie, montée en saut d'obstacles par le cavalier suisse Pius Schwizer.

## Histoire
Scarlina de Tiji Z naît le 21 mai 2014, à l'élevage de Tiji géré par Tim Van Tricht, situé à la Kapelle-op-den-Bos en Belgique. 
Elle est montée par le cavalier suisse Pius Schizer, et stationnée aux écuries des Verdets dans le canton de Neuchâtel, en Suisse.
Elle déroule une prestation convaincante au Grand Prix du CSIO de La Baule de 2024, en signant l'un des rares doubles parcours sans fautes de la journée. Mélina Massias déclare ainsi dans le média équestre Stud for Life que le talent de cette jument de dix ans « déborde de tous les côtés », et qu'elle semble promise à un grand avenir.

## Description

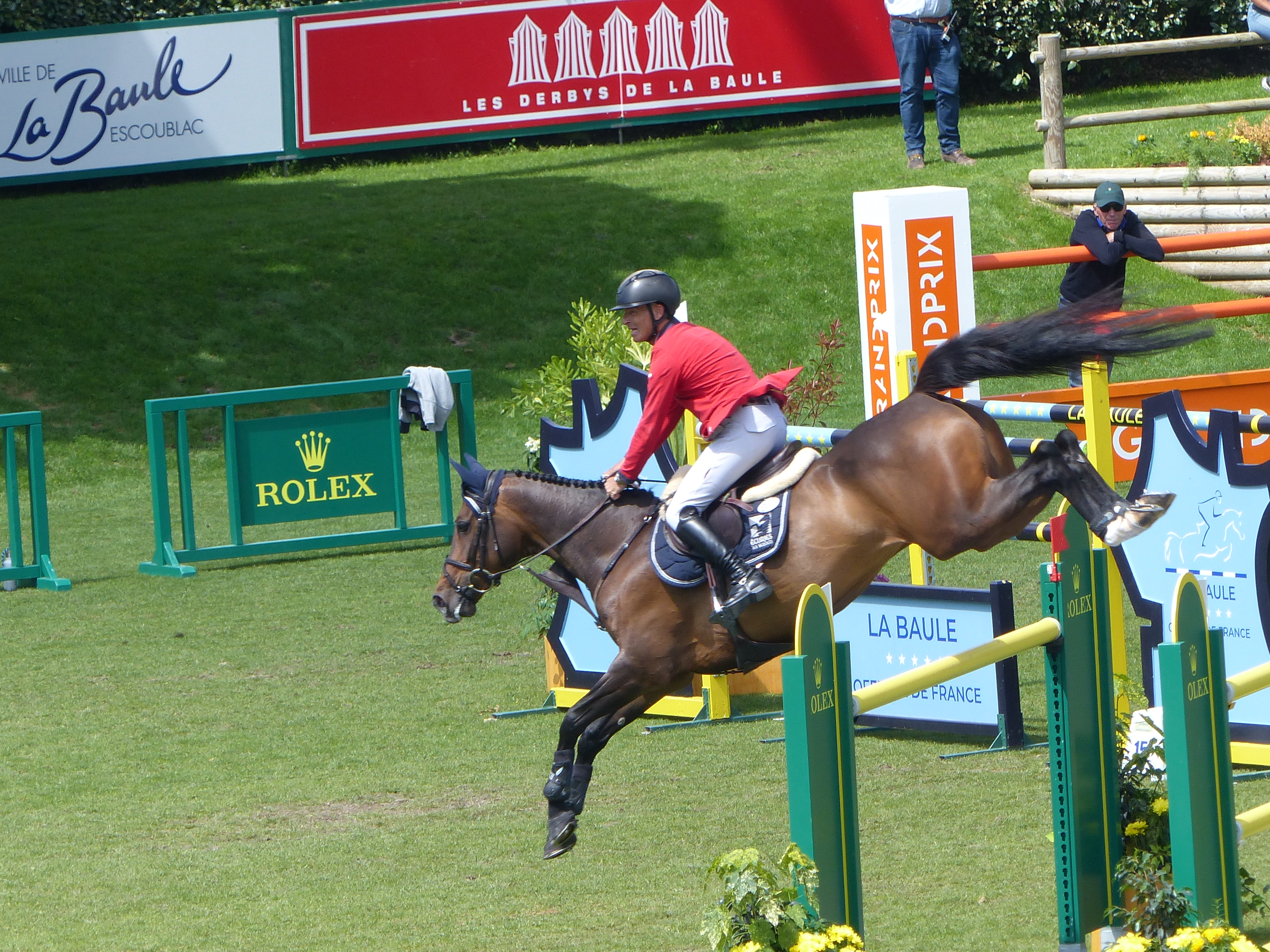
Scarlina de Tiji Z montée par Pius Schwizer au Grand Prix du CSIO de La Baule de 2024.

Scarlina de Tiji Z est une jument de robe baie, inscrite au stud-book belge du Zangersheide,. 
Son éleveur Tim Van Tricht la décrit comme une jument qui amène « l’allure, les mouvements et une technique exceptionnelle ».

## Palmarès
- mars 2024 : vainqueur d'une épreuve à 1,45 m à Gorla Minore[6] ;
- avril 2024 : vainqueur du CSI5* de Fontainebleau, à 1,50 m[7],[8] ;
- mai 2024 : vainqueur du petit Grand Prix du CSI4* de Bourg-en-Bresse, à 1,50 m, en 36,21 secondes[9],[10],[11] ;
- juin 2024 : 4e du Grand Prix à 1,60 m du CSIO de La Baule[12] ;

## Origines
Ses origines sont allemandes, françaises et néerlandaises. C'est une fille de l'étalon Hunters Scendro, un Hanovrien né en Allemagne, sa mère Vallonia de Reville étant une jument Selle français née en France, mais issue de l'étalon KWPN Kannan,,. C'est aussi une arrière petite-fille de la jument crack Carlina.
Elle présente 28,14 % d'origines génétiques Pur-sang selon le calcul du site web Hippomundo.